# Patrick Mayo
Patrick Mayo (Port Elizabeth, Sudáfrica; 15 de mayo de 1973) es un exfutbolista y entrenador de fútbol de Sudáfrica que jugaba en las posiciones de defensa, centrocampista y delantero. Es el padre del también futbolista Khanyisa Mayo.

## Carrera

### Club
| Periodo   | Club              | Apariciones | Goles |
| --------- | ----------------- | ----------- | ----- |
| 1997–2000 | Bush Bucks        | 100         | 40    |
| 2000–2003 | Supersport United | 67          | 24    |
| 2003–2007 | Kaizer Chiefs     | 70          | 6     |
| 2007–2008 | Thanda Royal Zulu | 24          | 1     |
| 2008–2011 | Bay United        | 22          | 1     |

### Selección nacional
Jugó para Sudáfrica en 18 ocasiones de 2000 a 2004 y anotó seis goles, uno de esos goles fue en el empate 1-1 ante Marruecos en Sousse por la Copa Africana de Naciones 2004.

### Entrenador
| Periodo | Club            |
| ------- | --------------- |
| 2014    | Chippa United B |

## Palmarés
- Premier Soccer League (2): 2003/04, 2004/05
- Copa Nedbank (1): 2006
- Telekom Knockout (3): 2003, 2004, 2007
- MTN 8 (1): 2006
- Primera División de Sudáfrica (1): 2010/11